# Wolatucha wielka
Wolatucha wielka (Petauroides volans) – gatunek ssaka z podrodziny leworków (Hemibelideinae) w obrębie rodziny pseudopałankowatych (Pseudocheiridae).

## Taksonomia
Gatunek po raz pierwszy zgodnie z zasadami nazewnictwa binominalnego opisał w 1792 roku szkocki zoolog Robert Kerr nadając mu nazwę Didelphis volans. Miejsce typowe to według oryginalnego opisu to „Nowa Południowa Walia” (ang. New South Wales), tj. Sydney, Nowa Południowa Walia, Australia. Kerr swój opis oparł na podstawie „Black Flying Opossum” Arthura Phillipa z 1789 roku. Podgatunek incanus po raz pierwszy formalnie opisał w 1923 roku angielski zoolog Oldfield Thomas i nadając mu nazwę Petauroides volans incanus. Miejsce typowe to Eidsvold, południowo-wschodni Queensland, Australia. Holotyp to dorosły samiec o sygnaturze BMNH 22.12.29.19 z kolekcji Muzeum Historii Naturalnej w Londynie; odłowiony 21 stycznia 1922 roku przez T.V. Sherrina.
Autorzy Illustrated Checklist of the Mammals of the World rozpoznają dwa podgatunki.

### Etymologia
- Petauroides: rodzaj Petaurus Shaw, 1791; gr. -οιδης -oidēs ‘przypominający’[20].
- volans: łac. volans, volantis ‘latający’, od volare ‘latać’[21].
- incanus: łac. incanus ‘jasno-szary, siwy’[22].

## Zasięg występowania
Wolatucha wielka występuje w Australii zamieszkując w zależności od podgatunku:
- P. v. volans – wschodnia Australia, od Bundaberg na południowo-wschodnim wybrzeżu Queensland i środkowej części wybrzeża Nowej Południowej Walii na południe do Orange i Port Macquarie/Bulga Plateau.
- P. v. incanus – południowo-wschodnia Australia, w tym części Nowej Południowej Walii (od północy do górnej części doliny Hunter) i Wiktorii.

Wydaje się, że zasięg występowania podgatunków volans i incanus nakłada się na siebie lub przynajmniej się przenika, ale natura strefy kontaktu jest nieznana.

## Charakterystyka ogólna
| Podstawowe dane         | Podstawowe dane           |
| ----------------------- | ------------------------- |
| Długość ciała           | 35–45 cm                  |
| Długość ogona           | 45–60 cm                  |
| Masa ciała              | 0,9-1,7 kg                |
| Dojrzałość płciowa      | w drugim roku życia       |
| Liczba młodych w miocie | 1                         |
| Długość życia           | do 15 lat (najczęściej 6) |

### Wygląd
Wierzch ciała ciemnoszary, kremowy, szarokremowy, nakrapiany lub ciemnobrązowy, spód białawy. Głowa o krótkim pysku, dużych oczach i uszach. Długi ogon jest pokryty gęstym futrem i nie jest chwytny. Pomiędzy łapami ma rozpiętą błonę lotną. Sięga od łokcia do kończyn tylnych i nie jest osadzona, tak jak u lotopałanek, na zewnętrznym palcu.

### Tryb życia
Zamieszkuje lasy, w których dominują eukaliptusy (oprócz lasów deszczowych)
Jest zwierzęciem aktywnym w nocy. Prowadzi samotnicze życie. Terytorium samca wynosi około 2,5 ha. Samice mają mniejsze terytoria, które mogą zachodzić na siebie. Terytoria oznaczone są silnie pachnącą wydzieliną. Żyje w koronach drzew, sprawnie się po nich poruszając. Dzień spędza w dziuplach. Wolatucha podczas ślizgów może pokonać około 100 m, zmieniając kierunek lotu o 90 stopni. Błona lotna chroni też przed nadmierną utratą ciepła. Okres rozrodczy przypada na marzec. Samica rodzi zazwyczaj jedno młode, które przebywa w torbie matki około 4 miesięcy. Przez następne 3 miesiące młode jest noszone przez matkę na grzbiecie. W wieku 9 miesięcy jest już samodzielne i waży 600 g. Dojrzałość płciową uzyskują po dwóch latach życia.
Podobnie jak koala wolatucha jest zwierzęciem, które odżywia się wyłącznie liśćmi eukaliptusa.

## Znaczenie
Na wolatuchę polują sowy: sowica wielka (Ninox strenua) i płomykówka przydymiona (Tyto tenebricosa) oraz psowate: dingo australijski (Canis familiaris dingo) i lis rudy (Vulpes vulpes).

## Zagrożenia i ochrona
W Czerwonej księdze gatunków zagrożonych Międzynarodowej Unii Ochrony Przyrody i Jej Zasobów został zaliczony do kategorii gatunków narażonych na wyginięcie (VU – ang. vulnerable ‘narażony’). Zagrożeniem dla wolatuchy jest wycinka drzew eukaliptusowych.